# Maurice Allais
Maurice Allais (Parigi, 31 maggio 1911 – Saint-Cloud, 9 ottobre 2010) è stato un fisico ed economista francese, Premio Nobel per l'economia 1988 per i suoi contributi determinanti per la teoria dei mercati e l'utilizzo efficiente delle risorse. Lavorò fino al 1944 come professore di economia all'École nationale supérieure des mines de Paris. Dal 1946 è direttore dell'Economic Analysis Centre.

## Biografia
Maurice Allais nacque nel 1911 a Parigi dove i suoi genitori gestivano un negozio di formaggi. Suo padre morì in prigionia in Germania nel 1915. Entra nell'École polytechnique nel 1931, poi nell'École des mines di Parigi nel 1934 cominciando, nel 1936, la sua carriera di ingegnere minerario. Nel 1939 entra nell'esercito, fino alla sconfitta francese del 1940. Torna quindi alla sua carriera amministrativa fino al 1948 e pubblica i suoi primi lavori. Diviene poi ricercatore e docente a tempo pieno presso il CNRS, l'Università Parigi X, la Faculté des sciences de Paris e l'École des mines, guadagnando durante la sua carriera quattordici premi scientifici, tra i quali la medaglia d'oro del Centro Nazionale della Ricerca Scientifica ed il Premio Nobel per l'economia. Va ufficialmente in pensione nel 1980, ma prosegue le sue attività di ricerca e di insegnamento. Nel 2005 è stato insignito dal presidente Jacques Chirac con la Gran croce della Legion d'onore per la sua carriera straordinaria.
Maurice Allais ha pubblicato più di 90 articoli ed opere tra cui La crisi mondiale oggi (1999) dove avanza delle proposte di riforma del sistema finanziario mondiale. Come economista ha dato contributi importanti negli ambiti della teoria delle decisioni e nella politica monetaria ma il suo nome è associato, in modo particolare, al cosiddetto paradosso di Allais descritto nel 1953, un problema nell'ambito della teoria delle decisioni che contraddice la teoria dell'utilità attesa.
Come fisico diede contributi controversi in relazione alle anomalie gravitazionali: l'effetto di Allais, descritto la prima volta nel 1954, è il risultato di un esperimento con un pendolo paraconico durante due diverse eclissi.
Più recentemente Allais analizzò statisticamente migliaia di misure con interferometro effettuate da Dayton Miller notando delle relazioni tra il tempo siderale, l'equinozio e altri eventi astronomici, inserendosi nella disputa tra Miller e Robert S. Shankland riguardante anche la teoria della relatività ristretta.
(Maurice Allais)
Morì il 10 ottobre 2010 all'età di 99 anni.

## Il viaggiatore di Calais
Maurice Allais pone la domanda: "quanto costa un passeggero salito a Calais nel treno per Parigi?" 
- Un controllore stimerà che il consumo di risorse supplementari è difficilmente calcolabile, e sarà tentato di rispondere "quasi niente" (costo marginale zero).
- Il capotreno sarà più misurato: se sessanta passeggeri facessero come lui, bisognerebbe aggiungere una vettura al treno. Sarà dunque tentato di imputare 1/60 del costo della vettura per la durata del trasporto.
- Il capo della linea non ci sente da questo orecchio: non si possono aggiungere indefinitamente vetture ad un treno, e dopo 20 vetture bisogna duplicare il treno stesso. Imputerà quindi da parte sua, oltre ad 1/60 di vettura, anche 1/1200 del costo della motrice e dello stipendio del suo conducente.
- Il capo della rete non è affatto d'accordo: non si può moltiplicare così i treni senza rischio su una stessa strada ferrata, e a partire da 50 treni al giorno è obbligato a raddoppiare la ferrovia. Aggiunge dunque da parte sua 1/120.000 del costo della ferrovia, sempre riportata alla durata del trasporto.

Maurice Allais mostra così che per approssimazioni successive si arriva a ciò che deve essere il costo minimo del biglietto affinché la compagnia ferroviaria non si trovi mai in un vicolo cieco. Questo esempio, a lui associato con il nome di "metafora del viaggiatore di Calais", illustra che non si può propriamente parlare del costo di un bene o di un servizio, ma che è più esatto parlare del costo di una decisione, indicando a che livello la si considera.

## L'impegno politico e civile

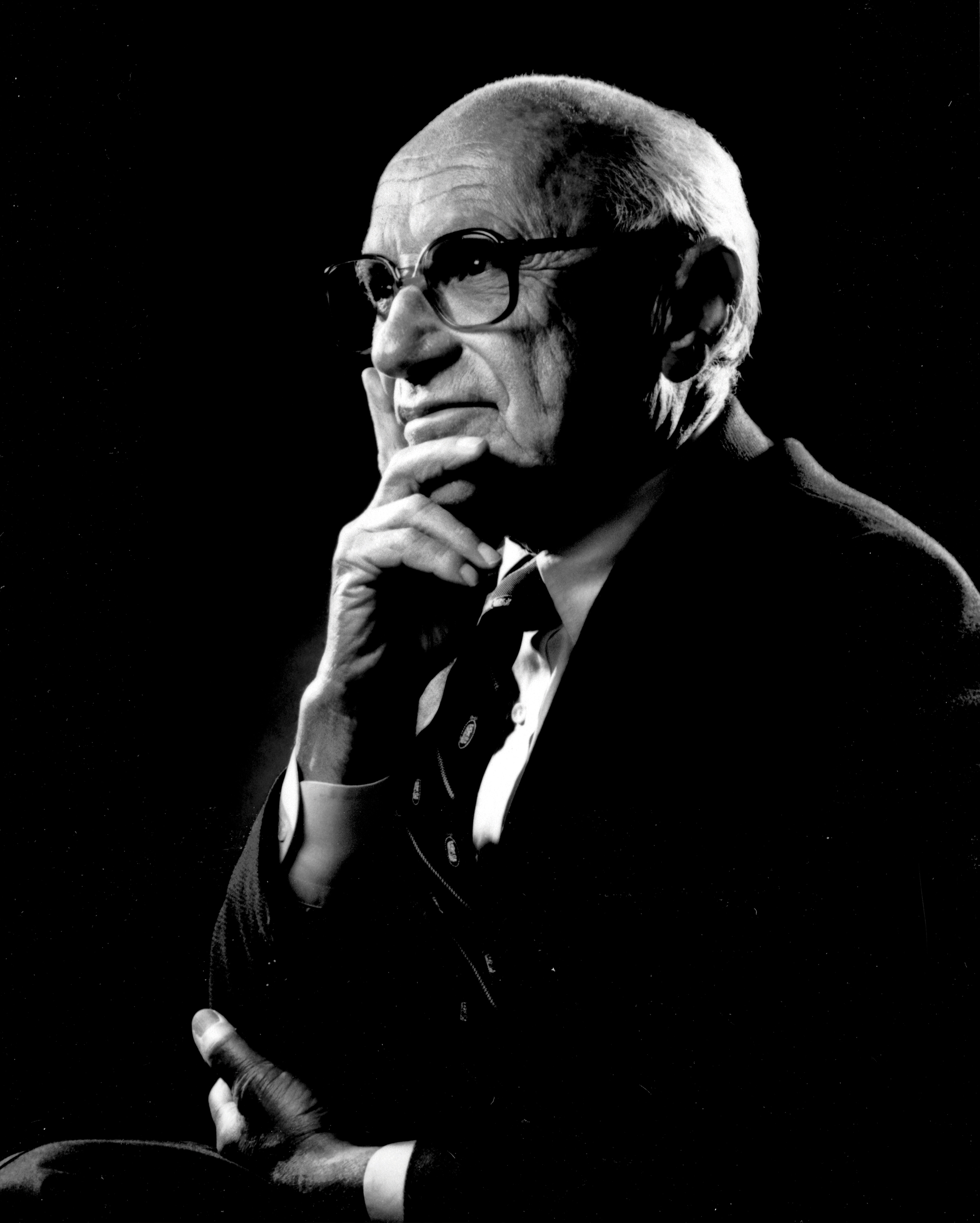
Milton Friedman

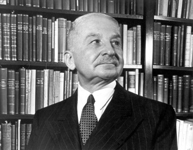
Ludwig von Mises

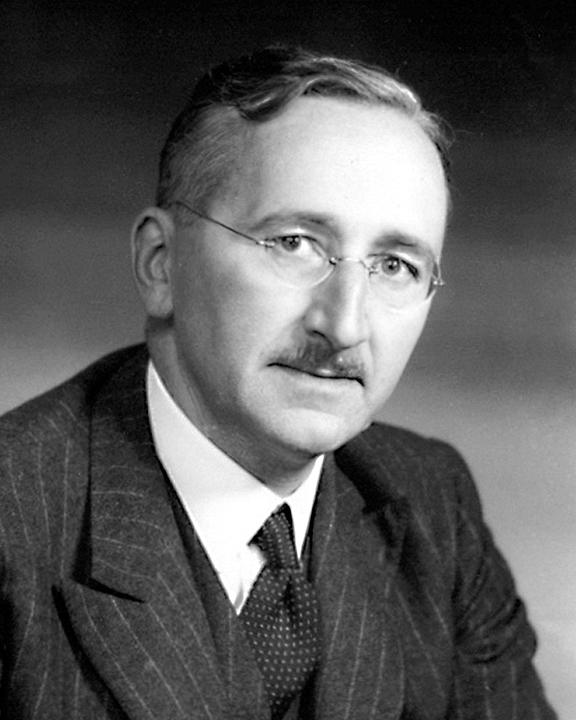
Friedrich Hayek

Durante la sua carriera accademica Maurice Allais si è più volte schierato. Nel 1947 partecipa assieme agli economisti neoclassici e austriaci Milton Friedman, Ludwig von Mises e Friedrich Hayek alla riunione della fondazione della Mont Pelerin Society, vicino a Vevey, in Svizzera. I membri della Mont Pelerin Society volevano contrastare l'ascesa del keynesismo e favorire un'economia di mercato a livello planetario. 
Nel suo libello La crisi mondiale oggi (1999), dopo una prima parte in cui illustra le dinamiche della crisi del '29 paragonandole a quelle della crisi asiatica (e successivamente globale) del 1997, propone alcune riforme del sistema finanziario insistendo principalmente sui metodi distributivi dello stock di moneta, dalla sua emissione fino ai meccanismi del credito. Per quanto riguarda l'emissione, Allais sostiene che la creazione deve essere "di competenza dello Stato e dello Stato soltanto" mentre, in riferimento al sistema del credito, questo va tripartito in tre diverse tipologie di enti: banche di deposito, banche di prestito e banche d'affari ciascuna con precisi vincoli in merito alla creazione di moneta (Allais è contrario allo strumento della riserva frazionaria che permette appunto la creazione ex nihilo) e alla dinamica dei prestiti che non dovrebbero mai superare in termini temporali le scadenze dei fondi prestati dai risparmiatori all'istituto.
Maurice Allais è stato uno dei critici del TCE (Trattato costituzionale europeo, o Costituzione Europea) (Maurice Allais, "Accecamenti", Le Monde, 14 maggio 2005), e in generale delle modalità di costruzione dell'Unione europea, della quale si professa comunque convinto sostenitore.
In generale, è anche un critico feroce dell'iperliberismo (laissez faire) sia in campo nazionale che internazionale, e delle modalità a questo ispirate con le quali è stata compiuta la mondializzazione. Per questo più di uno lo ha accusato di avere eseguito un voltafaccia rispetto al "liberismo" originario, accuse da lui respinte nettamente, sostenendo di "non avere mai cambiato opinione" in proposito.
Nell'articolo La Liberalizzazione del Commercio -apparso sul settimanale francese Marianne il 5 dicembre 2005- si pone infatti in una posizione di liberalismo sociale, simile quella espressa da Vilfredo Pareto nel 1906. Fulcro della riflessione in questo pezzo è l'ampliamento del commercio su scala transnazionale e transcontinentale. Se la prima ipotesi non solleva troppe preoccupazioni all'autore, il discorso cambia quando le barriere cadono tra insiemi che l'autore definisce "non omogenei" sotto i punti di vista: economico, sociale, lavorativo. Evidenziando le criticità dell'integrazione tra contesti dissimili, criticità che trovano una loro prima disamina ne Il Capitalismo Storico di Immanuel Wallerstein, la logica che ne consegue è quella di attuare forme di protezionismo all'interno di insiemi quanto più ampi ed omogenei possibili, sì da evitare forme di dumping sociale. Un esempio di (parziale) successo empirico nell'applicazione del concetto espresso si riscontra nell'Unione Europea, costruita su accordi tra Nazioni e contesti che si trovavano -e si trovano tuttora- in condizioni quasi sovrapponibili per quanto riguarda le strutture produttive, la disciplina del lavoro, le forme di tutela sociale. Una tale impostazione è, inoltre, integrabile al tema dello sviluppo autocentrato di cui tratta un altro francese, il giornalista e scrittore Guillaume Faye, nel saggio Per l'Indipendenza Economica.

## Premi
La maggior parte dei premi, Allais l'ha ottenuta nel campo dell'Economia.
- Prix Laplace (1933) e Prix Rivot della Académie des sciences
- Prix Charles Dupin, 1954 della Académie des Sciences Morales et Politiques per il suo lavoro "A la recherche d'une discipline économique" (1943)
- Lanchester Prize della Johns Hopkins University e della Operations Research Society of America (1958) per l'opera pubblica nel 1957 "Method of Appraising Economic Prospects of Mining Explorations over Large Territories - Algerian Sahara Case Study".
- Prix Joseph Dutens, 1959 der Académie des Sciences Morales et Politiques per il suo lavoro "La Gestion des Houillères nationalisées et la théorie économique" (1953)
- Grand Prix della Atlantic Community (1960) della Association française pour la Communauté Atlantique per il suo lavoro "L'Europe unie, route de prospérité" (1959)
- Grand Prix André Arnoux der Association pour la liberté Economique et le Progrès Social (1968) für sein Gesamtwerk.
- Medaglia d'oro (1970) der Société d'Encouragement pour l'Industrie Nationale für sein Gesamtwerk
- Goldene Medaille (1978) des Centre National de la Recherche Scientifique für sein Gesamtwerk
- Prize Robert Blanché, 1983 der Académie des Sciences Morales et Politiques für seine Arbeit "Fréquence, Probabilité et Hasard" (1982)
- Great Prize Guido Zerilli Marimo der Académie des Sciences Morales et Politiques (1984) für sein Gesamtwerk
- Spécial Prize der Jury Dupuit-de-Lesseps (1987) für sein Gesamtwerk
- Premio Nobel per l'economia (1988)

Allais ha ricevuto premi anche per meriti nel campo delle scienze naturali:
- Prize Galabert der Société Française d'astronautique (1959) per le sue ricerche sulla gravitazione e i movimenti del pendolo di Foucault
- Premio della Gravity Research Foundation (1959) per la sua pubblicazione "New Theoretical and Experimental Research Work on Gravitation" (1959)

Maurice Allais ha fatto parte, come socio straniero, dell'Accademia Nazionale dei Lincei.

## Opere e scritti
- http://www.pse.ens.fr/adres/anciens/n14/vol14-01.pdf[collegamento interrotto];
- À la recherche d'une discipline économique (1943) ;
- Économie pure et rendement social (1945) ;
- Abondance ou misère (1946) ;
- Économie et intérêt, (1947) ;
- La Gestion des houillères nationalisées et la théorie économique (1949) ;
- Le Comportement de l'homme rationnel devant le risque: critique des postulats et axiomes de l'école américaine (1953) ;
- Les Fondements comptables de la macro-économique (1954) ;
- L'Europe unie, route de la prospérité (1959) ;
- Le Tiers monde au carrefour (1961) ;
- L'Algérie d'Evian (1962)[4];
- The Role of Capital in Economic Development (Rôle du capital dans le développement économique) (1963) ;
- Reformulation de la théorie quantitative de la monnaie (1965) ;
- Growth Without Inflation (Croissance sans inflation) (1967) ;
- La Libéralisation des relations économiques internationales - Accords commerciaux ou intégration économique (1970) ;
- L'Inflation française et la croissance - Mythologies et réalité (1974) ;
- L'Impôt sur le capital et la réforme monétaire (1976) ;
- La Théorie générale des surplus (1978) ;
- Les Conditions monétaires d'une économie de marchés (1987) ;
- Autoportrait (1989) ;
- Pour l'indexation (1990) ;
- Les Bouleversements à l'Est. Que faire? (1990) ;
- La Théorie générale des surplus et l'économie de marchés (1990 - trois mémoires de 1967, 1971, 1988);
- Contributions à la théorie générale de l'efficacité maximale et des surplus (1990 - quatre mémoires de 1964, 1965, 1973 et 1975);
- Pour la réforme de la fiscalité[5] (1990);
- L'Europe face à son avenir. Que faire? (1991);
- Erreurs et impasses de la construction européenne (1992);
- Combats pour l'Europe.1992-1994 (1994);
- La Crise mondiale aujourd'hui (Clément Juglar, 1999);
- Nouveaux combats pour l'Europe. 1995-2002 (2002);
- L'Europe en crise. Que faire? (2005);
- La Mondialisation, la destruction des emplois et de la croissance, l'évidence empirique (Ed. Clément Juglar, 2007 - ISBN 978-2-908735-12-3);
- Lettre aux Français - Contre les tabous indiscutés (PDF). URL consultato l'11 ottobre 2017 (archiviato dall'url originale il 18 gennaio 2012). (2009).